# 鸟江镇
鸟江镇，是中华人民共和国湖南省衡陽市祁东县下辖的一个乡镇级行政单位。

## 行政区划
鸟江镇下辖以下地区：
星源社区、文冲村、大池村、湘屏村、坳头村、一心村、齐心村、山东村、梨冲村、龙坪村、新家村、皋陶村、净域村、黄沙村、新华村、法华村、土桥村、阳光村、四房村、皮塘村、斗塘村、冲岭村、中心村、丁字村、谭阿村、大江村、头发村、成功村和卫家村。